# Shinigami

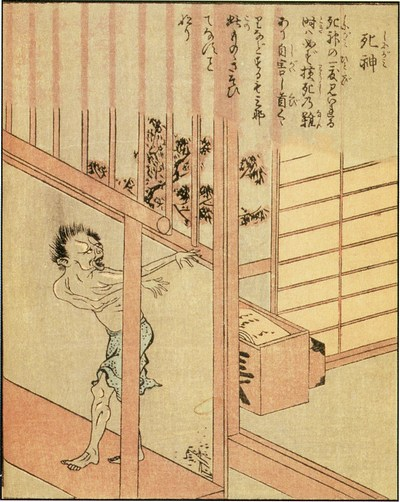
Representación artística de un shinigami en el libro Ehon Hyaku Monogatari.

En el folclore japonés, los Shinigami (死神 lit. Dios de la Muerte?) son dioses o seres sobrenaturales que invitan a los seres humanos hacia la muerte, o inducen sentimientos de querer morir. Esto también se aplica a los conceptos de religión japonesa, clásicos, religión popular o la cultura popular. También existen conceptos similares fuera de Japón.

## Shinigami
En el budismo, existe la Mara (la ilusión) que tiene que ver con la muerte, la Mrtyu-mara. Es una entidad espiritual que hace que los seres humanos quieran morir, y se dice que al ser poseído por él, en un choque, uno de repente quiere suicidarse, por lo que a veces se explica con un «shinigami». Además, en el Yogacarabhumi-sastra, un escrito en Yogācāra, era un demonio que decide el momento de la muerte de las personas. El Yama, el rey del inframundo, conocido también como Oni, el Cabeza de Buey y Cara de Caballo también se considera un tipo de shinigami.
En Shinto, en la mitología japonesa, Izanami dio a los humanos la muerte, por lo que Izanami es a veces visto como un shinigami. Sin embargo, Izanami y Yama también se cree que son diferentes de los dioses de la muerte en la mitología occidental y desde que el ateísmo ha sido planteado en el budismo, se ve a veces que la idea de un dios de la muerte no existe, para empezar. A pesar de que la kijin y onryō de la fe budista japonesa han cobrado tantas vidas humanas, existe la opinión de que no hay un «dios de la muerte» que simplemente lleva a la gente en el mundo de los muertos.

## Shinigami en Ningyō Jōruri
En general, la palabra «shinigami» no aparece para ser utilizada en la literatura clásica japonesa, y no hay muchos escritos sobre ellos, pero al entrar en el Período Edo, la palabra «shinigami» se puede ver en las obras de Ningyo Joruri de Chikamatsu Monzaemon y literatura clásica que tenía temas sobre suicidios dobles. En Hōei 3 (1706), en una actuación de la «Shinchuu Nimai Soushi», sobre los hombres y mujeres que fueron invitados a la muerte, estaba escrito «el camino del dios de la muerte (shinigami) conduce hacia ella», y en Hōei 6 (1709), en «Shinchuuha ha Koori no Sakujitsu», una mujer que estaba a punto de llevar a cabo un suicidio doble junto con un hombre dijo, «la fugacidad de la vida atraída por un dios de la muerte (shinigami)». Nunca quedó claro si el hombre y la mujer llegaron a realizar suicidio doble debido a la existencia de los shinigami, o si un shinigami fue dado como un ejemplo por su situación de doble suicidio, y también hay interpretaciones que la palabra «shinigami» es una expresión de la fugacidad de la vida.
Aparte de eso, en Kyōhō 5 (1720), en una actuación de los Suicidios por amor en Amijima, no fue la expresión, «uno poseído por un dios de la muerte (shinigami)». Dado que el personaje era vendedor de papel, el personaje que se enfrentó la muerte escribió «papel» (纸, kami) como «dios» (神, kami), pero también hay interpretaciones de que el propio Chikamatsu no pensaba en la existencia de un shinigami.

## Shinigami en la literatura M
En la literatura clásica del período Edo, shinigami que poseen a los seres humanos son mencionados. En el Ehon Hyaku Monogatari de Tenpō 12 (1841), hubo una historia titulada «Shinigami», pero en ésta, el shinigami era el espíritu de un difunto y tenía mala intención, y actuando en forma conjunta con la intención maliciosa que ya había dentro las personas que estaban viviendo, esas personas fueron llevadas en malos caminos, lo que provocó repetidos incidentes a ocurrir en los lugares en los que hubo previamente un incidente de asesinato, por ejemplo, haciendo que el mismo suicidio en los lugares donde la gente se había colgado a sí mismos antes, y por lo tanto estos son shinigamis algo así como una posesión que hace que la gente quiera morir. Cerca a esto, de acuerdo con el ensayo del período Bakumatsu titulado «Hanko no Uragaki», hubo itsuki e hizo que la gente quisiera suicidarse por ahorcamiento, así como las cosas contadas a través de la religión popular como gaki-tsuki y Los siete misaki.
Otro ensayo del período Edo, «Shozan Chomón Kishu» en Kaei 3 (1850) por el ensayista Miyoshi Shozan, la titulada «la posesión de un shinigami, hace difícil hablar, o más fácil de decir mentiras» fue una historia donde una prostituta poseída por un shinigami invita a un hombre a realizar un suicidio doble, y en el kabuki Mekuranagaya Umega Kagatobi por Kawatake Mokuami en Meiji 19 (1886), un shinigami entra en los pensamientos de la gente, haciéndoles pensar acerca de las cosas malas que han hecho y que deseen la muerte. Estos son, en lugar de los dioses, más como Yuki (es decir, los fantasmas y los Yurei), o los malos espíritus.

## Shinigami en la religión popular
También se habla acerca de los Shinigami en la religión popular después de la guerra. De acuerdo con las costumbres de Miyajima, Prefectura de Kumamoto, quienes salgan y vuelvan de atender a alguien durante la noche deben tomar el té o comer un plato de arroz antes de dormir. Según la creencia, si estos requerimientosno son cumplidos, un shinigami visitará a la persona.
En el área de Hamamatsu, Prefectura de Shizuoka, un shinigami poseerá hombres, llevándoles a las montañas, los mares, y los ferrocarriles y a distintos lugares donde la gente ha muerto. En estos lugares, los muertos tendrán un «regreso de la muerte» (shiniban), siempre y cuando no haya nadie para morir allí al lado, nunca ascenderán incluso si se les diera un servicio, y se dice que las personas que estaban vivas serían invitadas por los muertos para ser la próxima. Además, es común visitar las tumbas por el bien de Higan durante mediodía o cuando se pone el sol, pero en la Prefectura de Okayama, el visitar la tumba de Higan durante el amanecer permitiría ser poseído por un shinigami. Por otro lado, una vez que uno ha visitado la tumba en la puesta del sol, sería necesario visitarla también durante el amanecer, y hacer solo uno daría lugar a ser poseído por un shinigami. Con este telón de fondo de la creencia popular, también se cree que a veces la gente consideraría el bourei del fallecido.

## Shinigami en la cultura popular moderna
Después de la guerra, la noción occidental de un dios de la muerte entró en Japón y shinigami comenzó a ser mencionado como la existencia de una naturaleza humana, y es un tema en muchas obras de ficción. En el principio, en el período Shōwa, se sabe que Shinigami aparece en la obra manga GeGeGe no Kitarō por Shigeru Mizuki, y en el drama de la televisión 1979 «Nippon Meisaku Kaidan Gekijou», el actor de kabuki Ganjiro Nakamura realizó como un Shinigami. En el período Heisei y después, en las obras de manga, anime y novelas como Kuroshitsuji (anime), Bleach, Boogiepop Phantom, Death Note, Naruto, Soul Eater, (manga), Kyoukai no Rinne (manga) y precisión de la muerte (死神 の 精度 Shinigami no Seido?), también son a veces el tema de la obra. Además, aparecen con frecuencia en juegos como Shin Megami Tensei, la serie de Dragon Quest y la saga de videojuegos Final Fantasy. En el anime Zombie-Loan es muy usado el concepto del shinigami, ya que su protagonista Michiru Kita puede ver a la gente muerta. En la saga Touhou Project aparece una Shinigami llamada Komachi Onozuka. En el anime Darker than Black el apodo del personaje principal es el «shinigami negro» y en su segunda temporada se hace referencia a una profecía en la que la unión de Izanami e Izanagi llevaría a la destrucción del mundo.
Específicamente en el Anime «Death Note», nos muestra una clara representación de cómo son los Shinigamis.